# Nipponaphis distychii
Nipponaphis distychii är en insektsart som beskrevs av Theodore Pergande 1906. Nipponaphis distychii ingår i släktet Nipponaphis och familjen långrörsbladlöss. Inga underarter finns listade i Catalogue of Life.